# Тринададе, Хесус
Хесус Эмилиано Тринидаде Флорес (исп. Jesús Emiliano Trindade Flores; род. 10 июля 1993, Сальто) — уругвайский футболист, полузащитник клуба «Коритиба».

## Клубная карьера
Тринидаде — воспитанник столичного клуба «Расинг». 24 ноября 2012 года в матче против столичного «Насьоналя» он дебютировал в уругвайской Примеры. 22 марта 2014 года в матче против «Суд Америка» Хесус забил свой первый гол за «Расинг». В начале 2019 года Тринидаде перешёл в «Пеньяроль». 3 марта в матче против «Хувентуд Лас-Пьедрас» он дебютировал за новый клуб. 15 февраля 2020 года в поединке против «Серро» Хесус забил свой первый гол за «Пеньяроль». В 2021 году он помог клубу выиграть чемпионат. 
В начале 2022 года Тринидаде перешёл в мексиканскую «Пачуку». 16 апреля в матче против «Хуареса» он дебютировал в мексиканской Примере. Летом того же года Тринидаде был арендован бразильской «Коритибой». 30 июля в матче против «Гояса» он дебютировал в бразильской Серии A. 

## Достижения
Клубные
 «Пеньяроль»
- Победитель уругвайской Примеры — 2021